# Clare Holman
Clare Margaret Holman, född 12 januari 1964 i London, är en brittisk skådespelare. Hon har bland annat spelat rollen som Dr Laura Hobson i TV-serierna Kommissarie Morse och Kommissarie Lewis.

## Filmografi i urval
- 1991 – Let Him Have It
- 1991 – Afraid of the Dark
- 1994 – Tom & Viv
- 2003 – Henry VIII (TV-serie)
- 2005 – Digital Reaper
- 2006 – Blood Diamond
- 2017 – Rellik (TV-serie)
- 2022 – Sherwood (TV-serie)